# Takitimugebergte
Het Takitimugebergte is een bergketen op het Zuidereiland van Nieuw-Zeeland die zich uitstrekt in noord-zuidrichting ten zuidoosten van Te Anau en Manapouri. De bergketen is ongeveer 30 kilometer lang en bevat verschillende toppen van ongeveer 1600 meter, waarbij de Brunel Peaks 1650 meter bereiken. In de winter zijn de toppen met sneeuw bedekt. De bergtoppen zijn vanaf de meeste delen van de Southland-vlaktes te zien.
De Maori beschouwen het gebergte als de omgekeerde romp van een Tākitimu-kano.